# Albert Giraud
Marie Émile Albert Kayenbergh, mer känd under sitt författarnamn Albert Giraud, född 23 juni 1860, död 26 december 1929, var en belgisk författare.
Giraud var en av dem, som 1881 deltog i grundandet av La jeune Bergique, och vidhöll städse gruppens ursprungliga ideal, parnassismen. Han utgav 1883-1912 ett tiotal diktsamlingar, däribland främst Pierrot lunaire : Rondels bergamasques (1884), som Arnold Schönberg så småningom skulle tonsätta i tysk tolkning, och Hors du siècle (2 band, 1888-94), huvudsakligen med ämnen från gångna tider, speciellt renässansen. Giraud har även skildrat sin litterära grupps tillkomst i Le parnasse de la jeune Belgique (1887) samt utgav monografier över Victor Hugo (1898) och Alfred de Vigny (1902). Under första världskriget övergick den tidigare formkonstnären till att bli folkdiktare i nationell anda, med verk som Le laurier (1919).